# Caol Ila
Caol Ila è un whisky che viene prodotto in Scozia nella parte settentrionale dell'isola di Islay dall'omonima Caol Ila Distillery. La produzione di whisky è una delle attività principali dell'isola, al pari del turismo.
In tutta l'isola ci sono 8 distillerie che producono, al Nord Bowmore, Bruichladdich, Bunnahabhain e Caol Ila; mentre le distillerie del Sud dell'isola producono un whisky con un sapore più intenso come Ardbeg, Lagavulin e Laphroaig.
La distilleria del Caol Ila è stata fondata nel 1846 da Hector Henderson. Nel 1854 fu acquistata da Norman Buchanan e nel 1863 dal Bulloch Lade & C. Ltd. Nel 1920 è stata rilevata da un consorzio di uomini d'affari che ha formato la Coal Ila Distillery Company Ltd. e nel 1930 la proprietà è passata alla Scottish Malt Distilleries Ltd: la distilleria in seguito è arrivata in possesso del gruppo multinazionale Diageo.
Sono prodotti due Coal Ila Single Malt Scotch Whisky: il 12 anni e il 18 anni. Nel 2010 è stato imbottigliato per la prima volta un whisky invecchiato 25 anni con un volume alcolico del 43%. Nella primavera del 2011 è stato rilasciato il Caol Ila Moch, single malt in versione limitata che inizialmente era disponibile solo per i membri del "Friends of the Classic Malts" della Diageo. "Moch" in gaelico significa "alba" e rappresenta il loro primo distillato senza l'indicazione dell'invecchiamento, espresso in anni.